# Saison 2015 de l'équipe cycliste Cult Energy
La saison 2015 de l'équipe cycliste Cult Energy est la seizième de cette équipe, la première en tant qu'équipe continentale professionnelle.

## Préparation de la saison 2015

### Arrivées et départs
| Arrivées                | Équipe 2014         |
| ----------------------- | ------------------- |
| Russell Downing         | NFTO                |
| Linus Gerdemann         | MTN-Qhubeka         |
| Rasmus Guldhammer       | Trefor-Blue Water   |
| Karel Hník              | Etixx               |
| Alex Kirsch             | Leopard Development |
| Gustav Larsson          | IAM                 |
| Romain Lemarchand       | Cofidis             |
| Christian Mager         | Stölting            |
| Rasmus Christian Quaade | Trefor-Blue Water   |
| Fabian Wegmann          | Garmin-Sharp        |
| Joël Zangerlé           | Leopard Development |

| Départs             | Équipe 2015                   |
| ------------------- | ----------------------------- |
| Lasse Bøchman       | Retraite                      |
| Mads Christensen    | Riwal Platform                |
| Magnus Cort Nielsen | Orica-GreenEDGE               |
| Christian Jørgensen | ColoQuick                     |
| André Steensen      | Directeur sportif Cult Energy |
| Rasmus Sterobo      | Retraite                      |
| Emil Vinjebo        | Trefor-Blue Water             |
| Mads Würtz Schmidt  | ColoQuick                     |

## Coureurs et encadrement technique

### Effectif
| Cycliste                  | Date de naissance | Nationalité | Équipe 2014             |  |
| ------------------------- | ----------------- | ----------- | ----------------------- |  |
| Michael Carbel Svendgaard | 7 février 1995    | Danemark    | Cult Energy Vital Water |  |
| Russell Downing           | 23 août 1978      | Royaume-Uni | NFTO                    |  |
| Linus Gerdemann           | 16 septembre 1982 | Allemagne   | MTN-Qhubeka             |  |
| Rasmus Guldhammer         | 9 mars 1989       | Danemark    | Trefor-Blue Water       |  |
| Karel Hník                | 8 août 1991       | Tchéquie    | Etixx                   |  |
| Alex Kirsch               | 12 juin 1992      | Luxembourg  | Leopard Development     |  |
| Gustav Larsson            | 20 septembre 1980 | Suède       | IAM                     |  |
| Romain Lemarchand         | 26 juillet 1987   | France      | Cofidis                 |  |
| Christian Mager           | 8 avril 1992      | Allemagne   | Stölting                |  |
| Martin Mortensen          | 5 novembre 1984   | Danemark    | Cult Energy Vital Water |  |
| Mads Pedersen             | 18 décembre 1995  | Danemark    | Cult Energy Vital Water |  |
| Rasmus Christian Quaade   | 7 janvier 1990    | Danemark    | Trefor-Blue Water       |  |
| Michael Reihs             | 25 avril 1979     | Danemark    | Cult Energy Vital Water |  |
| Troels Vinther            | 24 février 1987   | Danemark    | Cult Energy Vital Water |  |
| Fabian Wegmann            | 20 juin 1980      | Allemagne   | Garmin-Sharp            |  |
| Joël Zangerlé             | 11 octobre 1988   | Luxembourg  | Leopard Development     |  |

Portraits
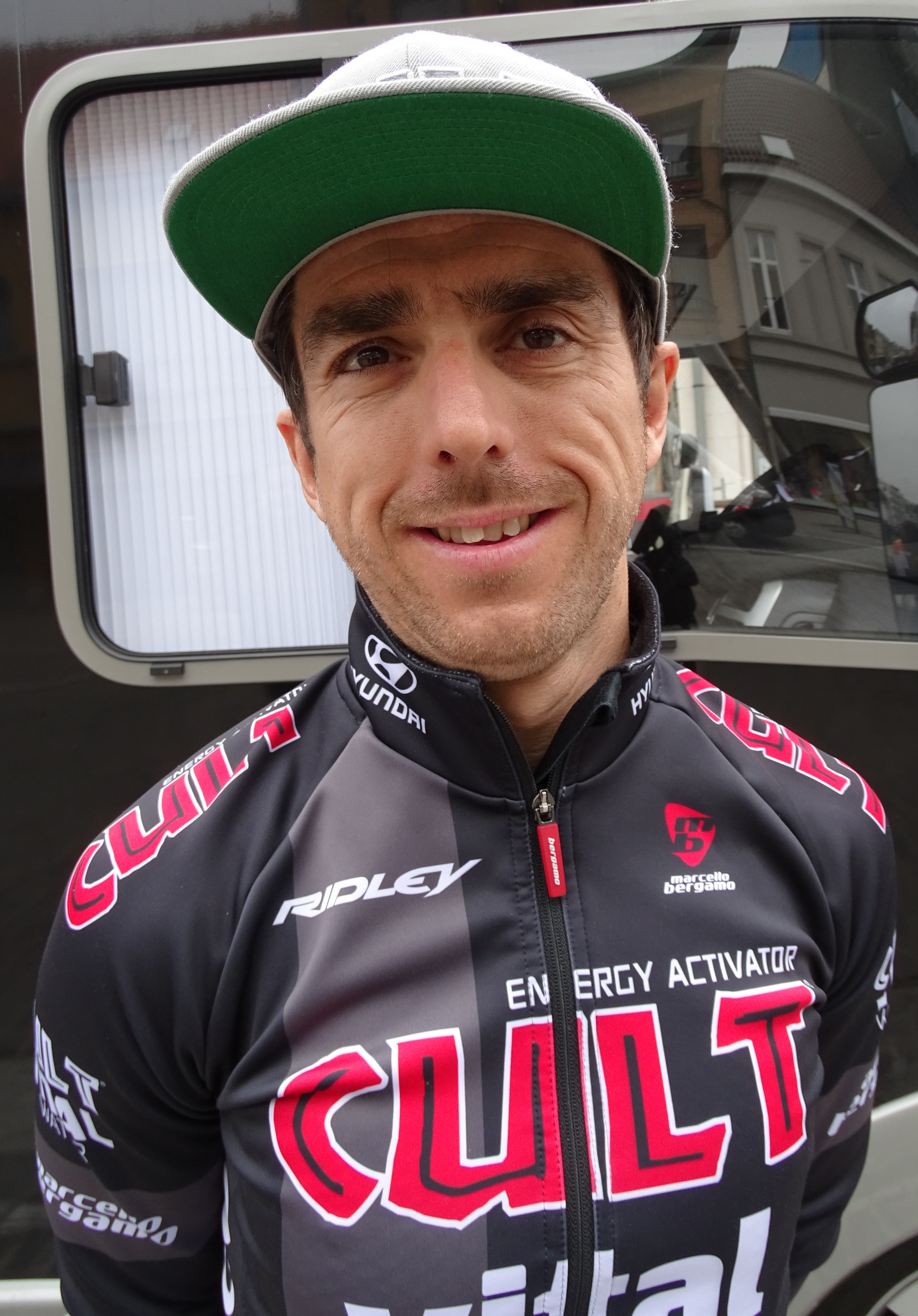
Russell Downing.
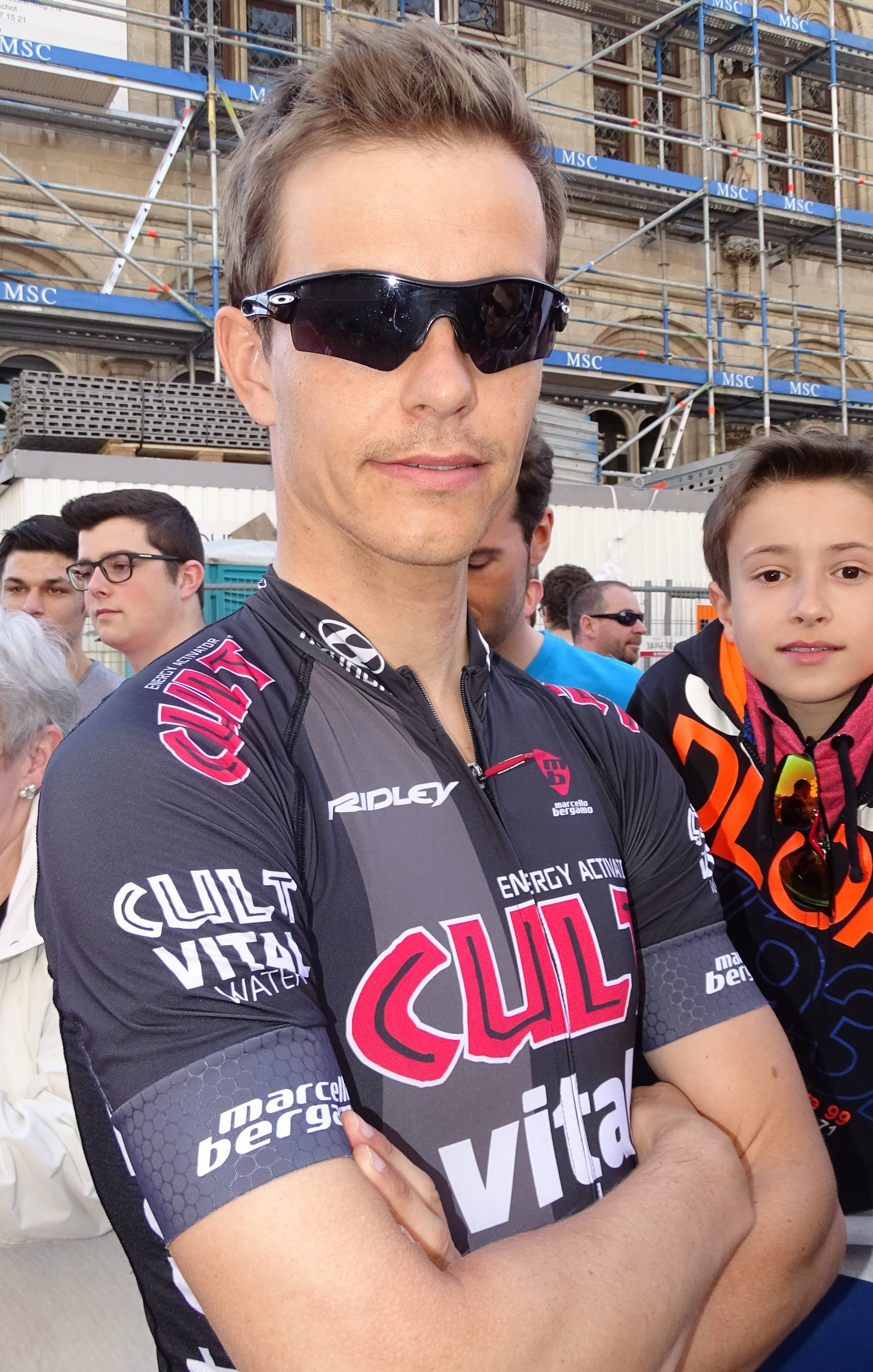
Linus Gerdemann.
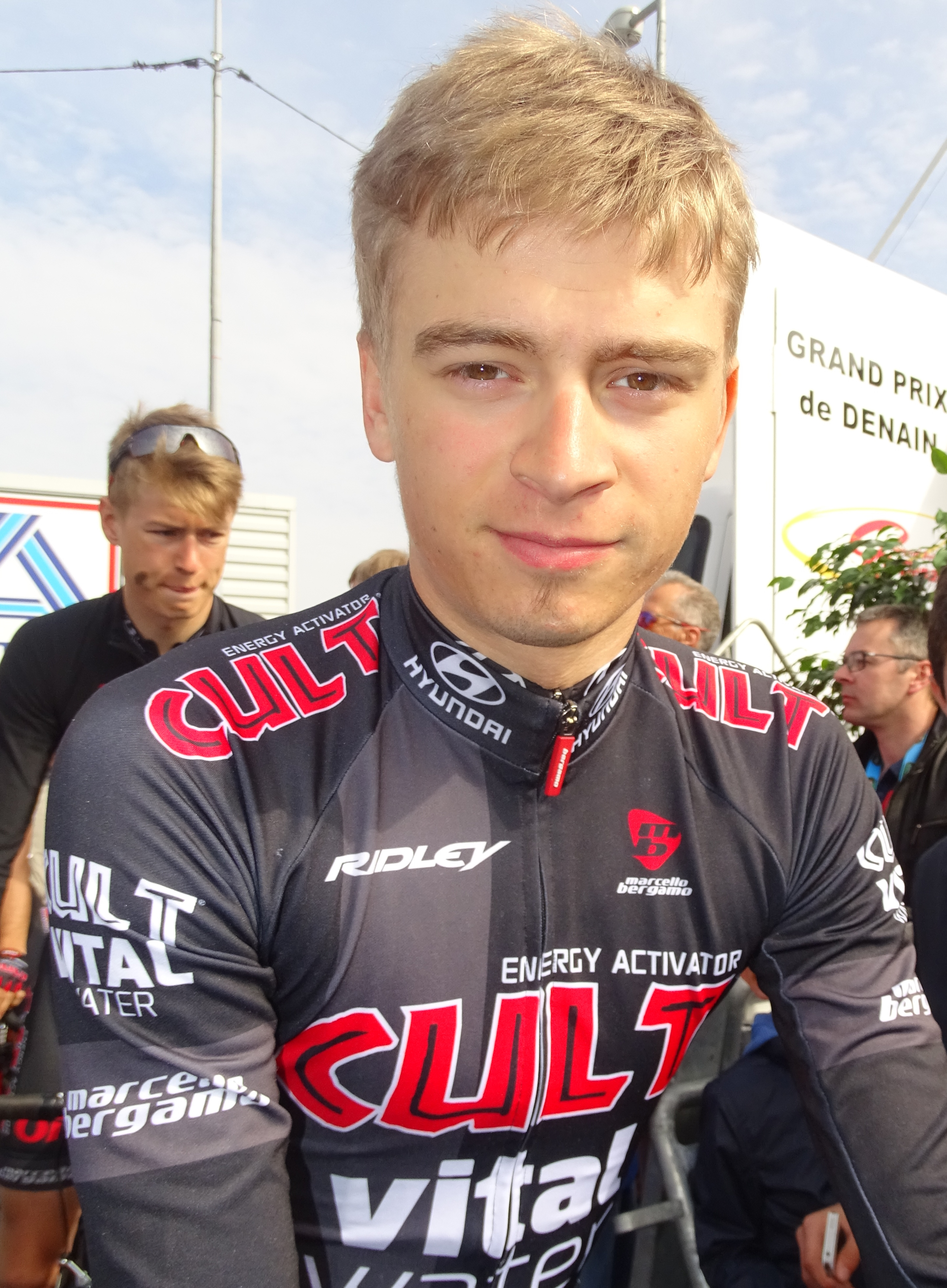
Karel Hník.
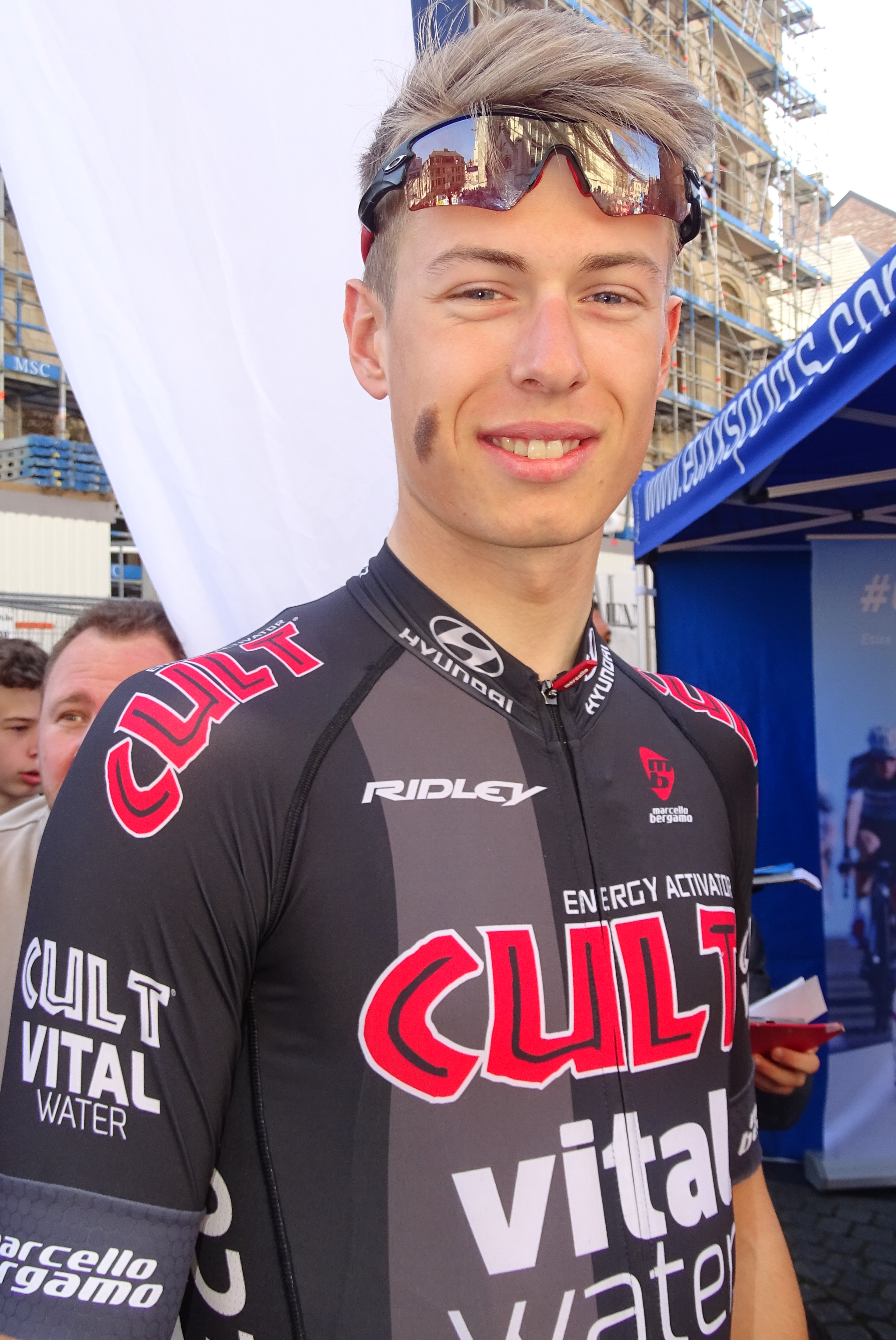
Alex Kirsch.
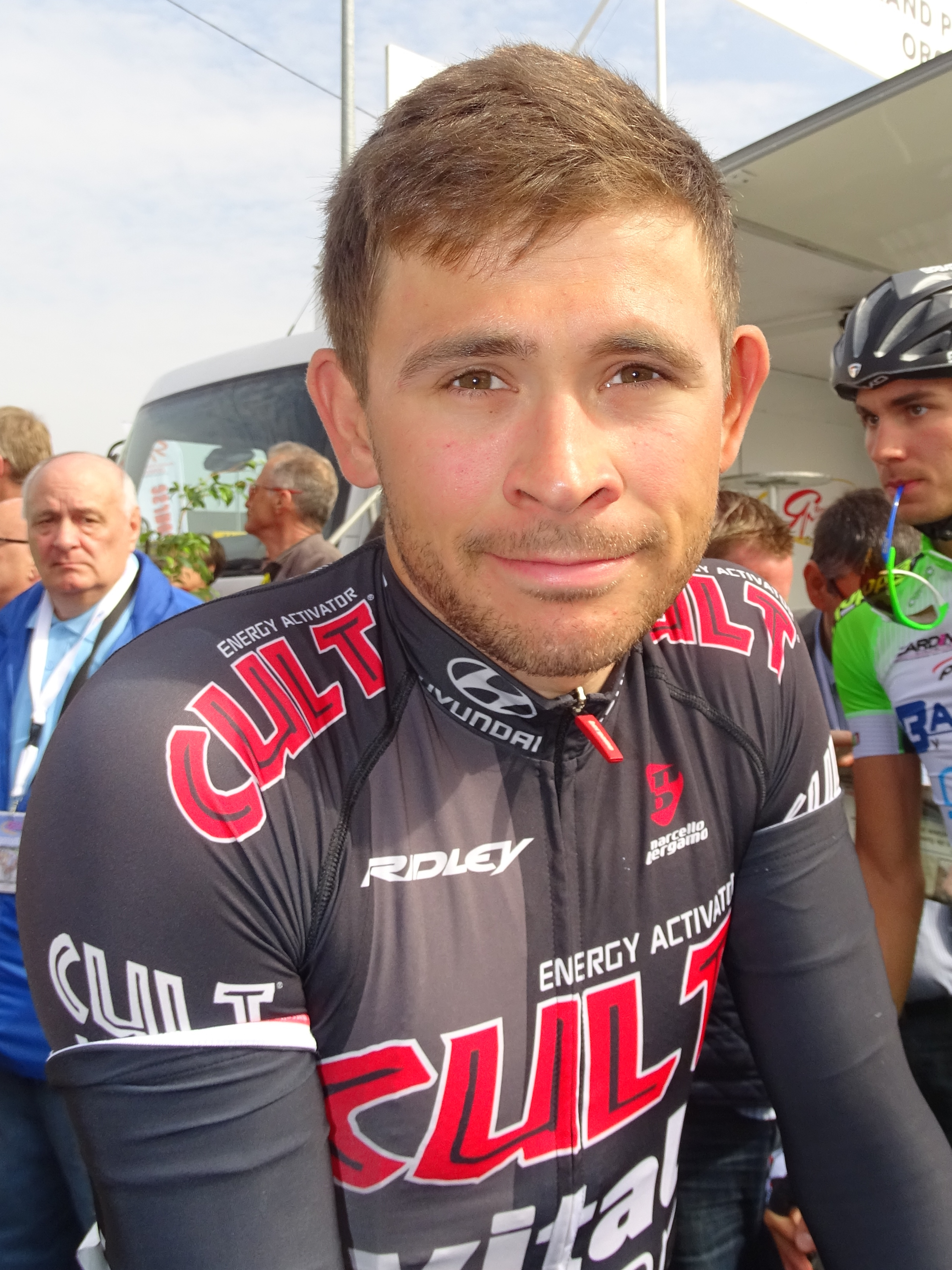
Christian Mager.
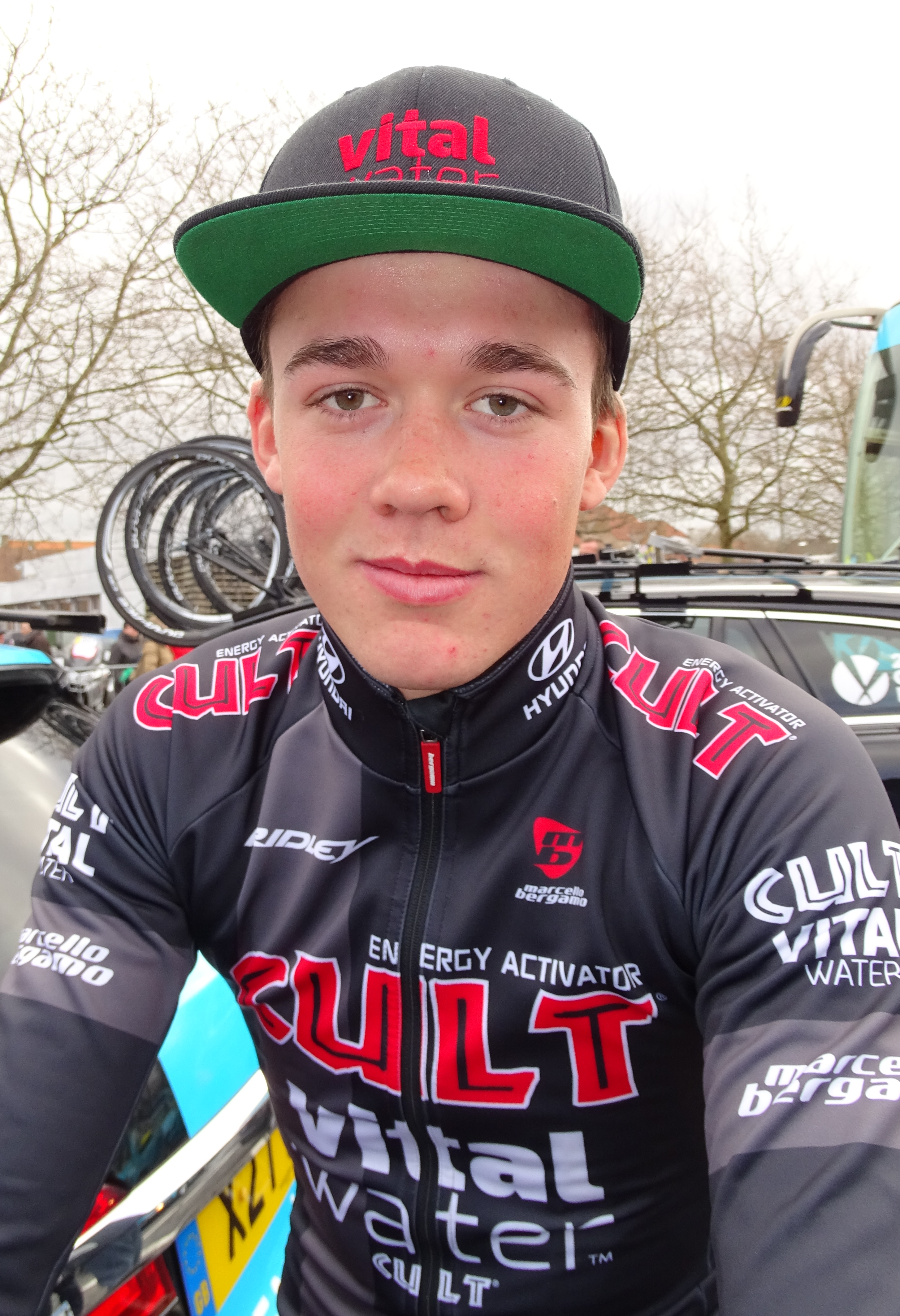
Mads Pedersen.

### Encadrement
Le manager de l'équipe est Crista Skelde. Les directeurs sportifs sont Michael Skelde et René Jocumsen.

## Bilan de la saison

### Victoires
| Date       | Course                                   | Pays        | Classe | Vainqueur        |
| ---------- | ---------------------------------------- | ----------- | ------ | ---------------- |
| 05/06/2015 | 2e étape du Tour de Luxembourg           | Luxembourg  | 2.HC   | Linus Gerdemann  |
| 07/06/2015 | Classement général du Tour de Luxembourg | Luxembourg  | 2.HC   | Linus Gerdemann  |
| 14/06/2015 | Velothon Wales                           | Royaume-Uni | 1.1    | Martin Mortensen |
| 25/06/2015 | Championnat de Suède du contre-la-montre | Suède       | CN     | Gustav Larsson   |

### Résultats sur les courses majeures
Les tableaux suivants représentent les résultats de l'équipe dans les principales courses du calendrier international dans lesquelles l'équipe bénéficie d'une invitation. Pour chaque épreuve est indiqué le meilleur coureur de l'équipe, son classement ainsi que les accessits glanés par Cult Energy sur les courses de trois semaines.

#### Classiques
| Classique            | Milan-San Remo | Tour des Flandres | Paris-Roubaix | Liège-Bastogne-Liège    | Tour de Lombardie |
| -------------------- | -------------- | ----------------- | ------------- | ----------------------- | ----------------- |
| Coureur (classement) | Non invitée    | Non invitée       | Non invitée   | Rasmus Guldhammer (88e) | Non invitée       |

#### Grands tours
| Grand tour           | Tour d'Italie | Tour de France | Tour d'Espagne |
| -------------------- | ------------- | -------------- | -------------- |
| Coureur (classement) | Non invitée   | Non invitée    | Non invitée    |
| Accessits            | -             | -              | -              |